# Idiopterus
Idiopterus  (лат.) — род тлей из подсемейства Aphidinae. Нативным ареалом считается Южная Америка, однако в настоящее время распространился почти по всему свету (космополитное распространение, на севере ареала в оранжереях и теплицах).

## Описание
Мелкие насекомые, длина 1,2—1,6 мм, тело чёрного цвета (на птеростигме крыла расположено белое пятно).
Ассоциированы с растениями из группы папоротников (Acrostichum, Adiantum, Asplenium, Anemia, Blechnum, Blotiella, Ceropteris, Dicranopteris, Dryopteris, Gymnocarpium, Nephrolepis, Pityrogramma, Polypodium, Polystichum, Pteridium, Pteris). Диплоидный набор хромосом 2n=13.
.
- Idiopterus nephrelepidis Davis, 1909
  - =Macrosiphum kirkaldyi Fullaway, 1910